# Жулебинский бульвар
Жуле́бинский бульва́р — бульвар, расположенный в Юго-Восточном административном округе города Москвы на территории района Выхино-Жулебино.

## История
Бульвар образован 17 января 1995 года, назван по Жулебинской улице. Название последней связано с деревней Жулебино, включённой в состав Москвы в 1985 году.

## Расположение
Жулебинский бульвар представляет собой улицу, состоящую из трёх непересекающихся частей. Первая часть — две параллельные улицы, расположенные между Лермонтовским проспектом и Привольной улицей, пересекают Хвалынский бульвар. Вторая часть представляет также две параллельные улицы, идущие на юго-запад между Саранской улицей и улицей Авиаконструктора Миля. Третья часть проходит от улицы Авиаконструктора Миля на юго-запад и заканчивается на Привольной улице.

## Примечательные здания и сооружения

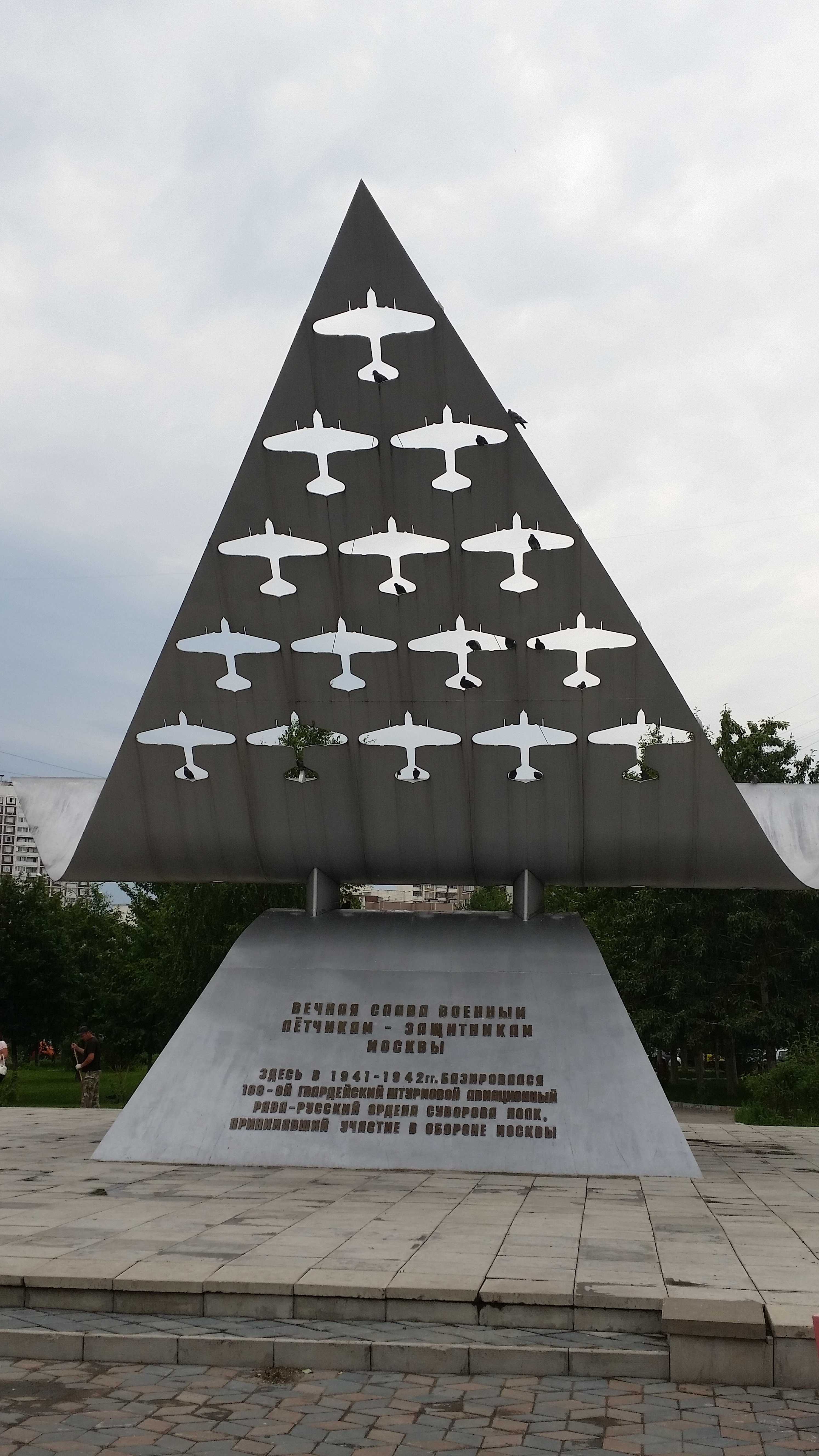
Памятник лётчикам 108-го Гвардейского штурмового авиационного Рава-Русского ордена Суворова полка.

### по нечётной стороне
- Дом 1 — почтовое отделение № 145-109145.
- Дом 5 — торговый центр «Динамит», банки «Русский стандарт», «Банк Москвы», «Открытие»; денежные переводы «Western Union», «Юнистрим»; кинотеатр «Динамит» и др.
- Дом 9 — «Спортмастер», «Сбербанк России», магазин «Пятёрочка»; газета «Жулебинский бульвар», выпускаемая в районе Выхино-Жулебино[3].
- Дом 23 — Инженерная служба и диспетчерская района Выхино-Жулебино.
- Дом 25 — МФЦ района Выхино-Жулебино, «Росбанк», сеть детских магазинов «Кораблик», магазин «Пятёрочка».
- Дом 27 — центр обучения «English First».
- Дом 31 — ДЕЗ района Выхино-Жулебино.

### по чётной стороне
- Дом 40 к.1 — Аптека, Социальный центр района Выхино-Жулебино.